# Olutasidenib
El olutasidenib, comercializado con el nombre comercial de Rezlidhia, es un medicamento utilizado para tratar la leucemia mieloide aguda. Específicamente, se usa en personas con ciertas mutaciones de IDH1 que no han respondido a otros tratamientos. Este medicamento se toma por vía oral.
Los efectos secundarios de este medicamento incluyen náuseas, cansancio, dolor en las articulaciones, estreñimiento, dificultad para respirar, fiebre, sarpullido, inflamación de la boca y diarrea; otros efectos secundarios pueden incluir el síndrome de diferenciación Las anomalías de laboratorio comunes incluyen niveles altos de potasio, niveles bajos de sodio, problemas hepáticos y problemas renales. Es un inhibidor de la isocitrato deshidrogenasa-1.
Este medicamento fue aprobado para uso médico en los Estados Unidos en el 2022. En Estados Unidos cuesta alrededor de 32.200 dólares estadounidenses  al mes a partir del 2022.